# Maun
Maun ist eine Stadt im nördlichen Botswana. Sie ist die Hauptstadt des North West District und dessen größte Stadt sowie der wichtigste Startpunkt für Safaris in das Okavangodelta. Es handelt sich um eine Streusiedlung mit 60.263 Einwohnern (Stand 1. Januar 2011).

## Stadtbild
Maun besitzt keinen Stadtkern im eigentlichen Sinne, und nur einige große Straßen sind asphaltiert. Das Zentrum bilden zum einen der Flughafen mit einigen angrenzenden Safariveranstaltern und Cafés und zum anderen die Anlagen des Cresta Riley’s Hotels mit angeschlossener Werkstatt. Das Stadtbild wird von Baracken und Hütten bestimmt, oft in traditioneller Rundbauweise aus Lehm. Da Maun auch als Knotenpunkt des Straßennetzes im nördlichen Botswana eine wichtige Rolle spielt, prägen wüstengängige Geländewagen das Straßenbild.

## Geografie
Maun liegt am Südostrand des Okavangobeckens. Die Vegetation rund um Maun wird noch überwiegend von der Kalahari bestimmt, die fruchtbaren Bereiche des Okavango-Deltas beginnen erst einige Kilometer nördlich. Von dem Delta selbst ist Maun durch einen Tiersperrzaun getrennt, wie sie in Botswana systematisch angelegt wurden.
Durch Maun fließt der Thamalakane, über welchem nördlich und südlich angrenzend an das Zentrum jeweils eine Brücke führt.

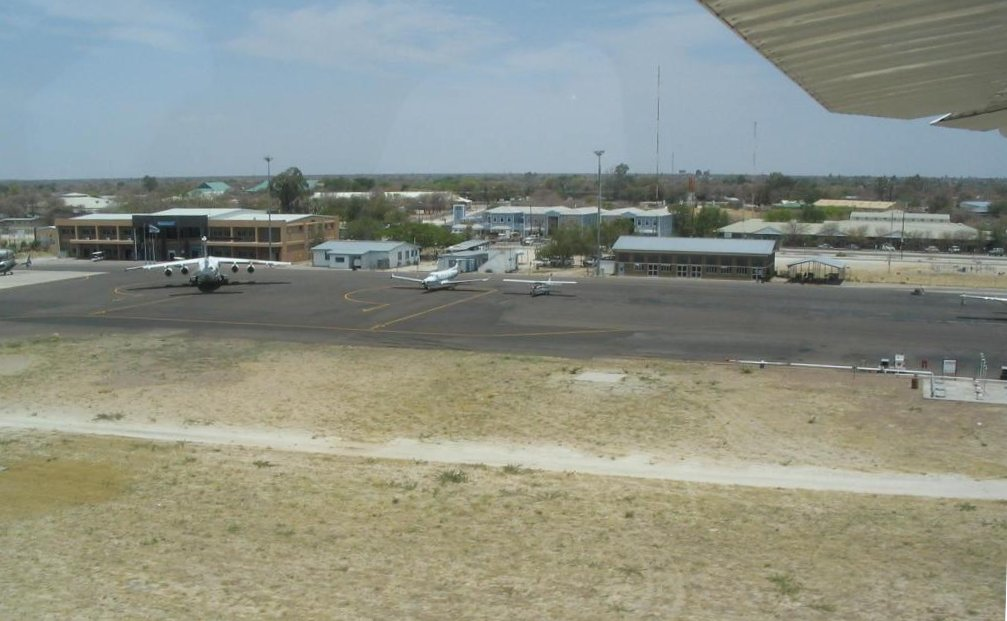
Maun Flughafen – Empfangsgebäude
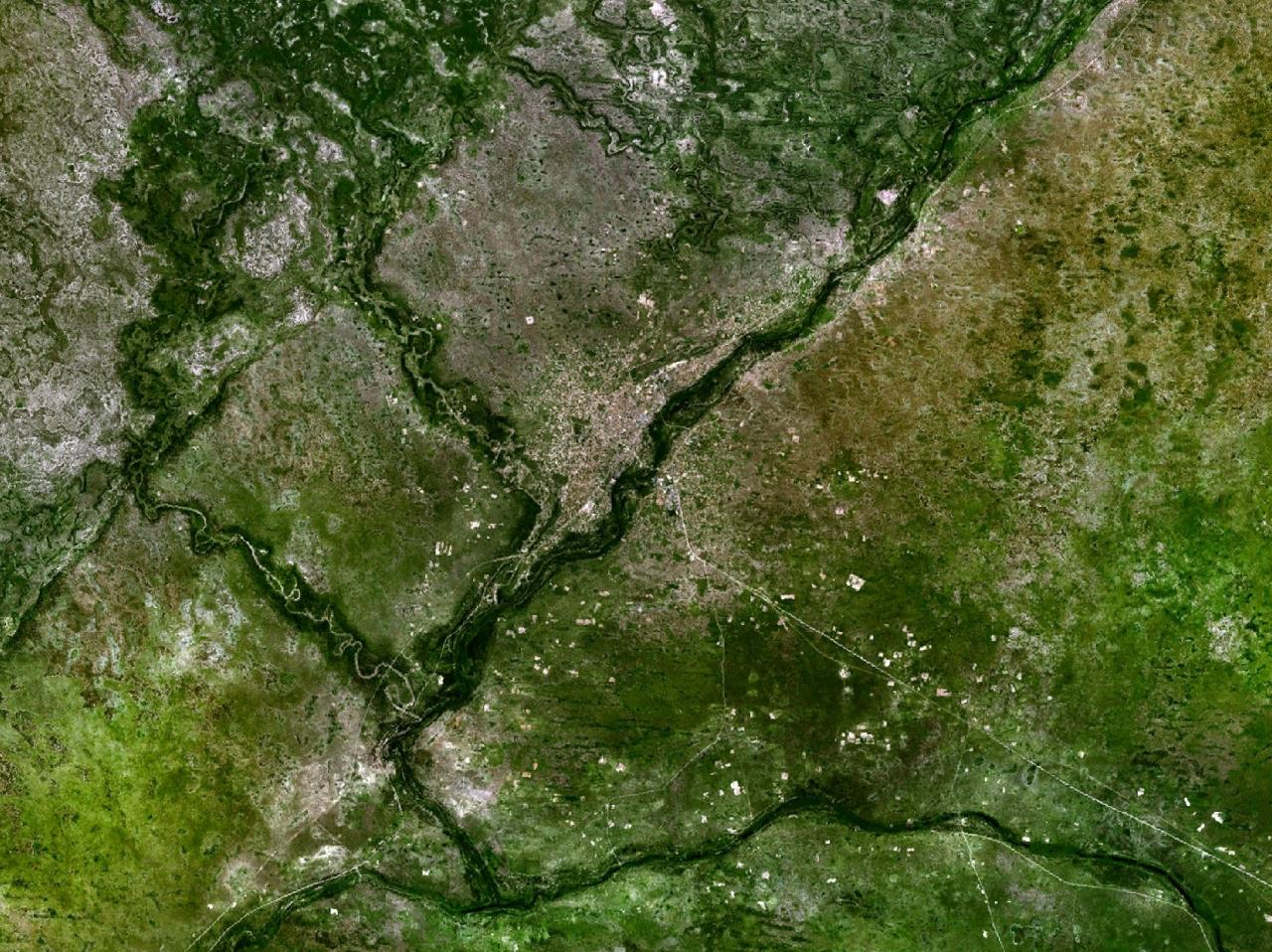
Satellitenbild von Maun
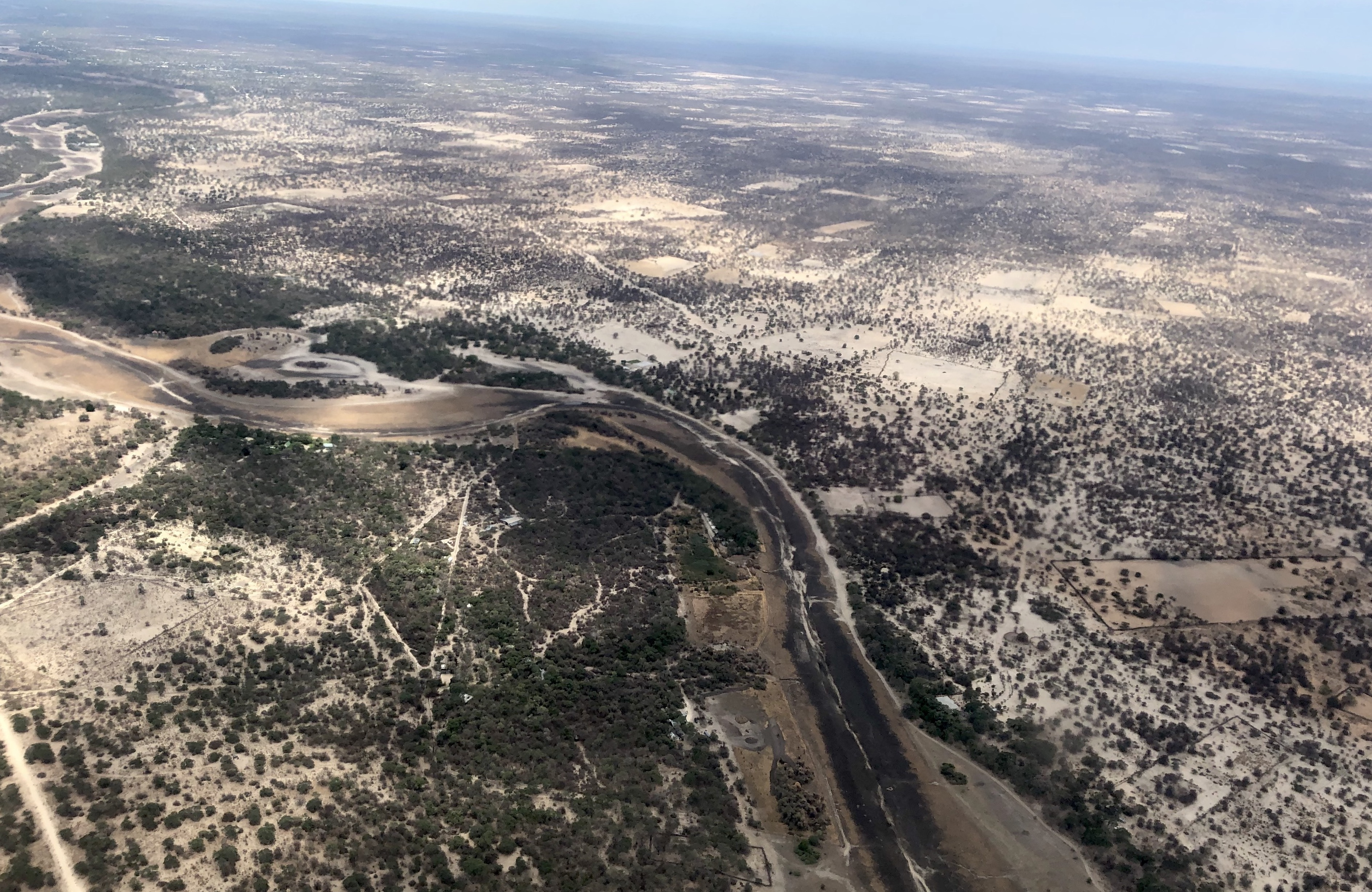
Thamalakane River bei Maun

## Wirtschaft und Infrastruktur

### Wirtschaft
Maun ist ein wichtiger Handelsplatz. Als Ausgangsort für Exkursionen ins Okavangodelta (Moremi Wildlife Reserve) und in den Chobe-Nationalpark gewinnt die Stadt immer stärkere touristische Bedeutung. Der Flughafen Maun (MUB) gehört zu den meistfrequentierten in Botswana. Allerdings handelt es sich bei den Flugbewegungen vor allem um solche von Kleinflugzeugen wie Cessnas, die Touristen, Material und Proviant in das Delta bringen. Linienflüge gibt es von und nach Windhoek, Gaborone, Johannesburg und Kapstadt.

### Verkehr
Eine lange, asphaltierte Hauptstraße durchquert fast ganz Maun und wird stark benutzt. Die meisten Buslinien verkehren auf dieser Hauptstraße.
Der Flughafen Maun ist nach Anzahl der Flugbewegungen der größte, nach Anzahl der Passagiere der zweitgrößte der Flughäfen in Botswana.

### Bildung
Am Stadtrand steht eine Feldstation der University of Botswana, die zusammen mit dem Okavango Research Center ein Forschungs- und Wissenschaftszentrum für das Okavangodelta betreibt.

## Söhne und Töchter der Stadt
- Munjuku Nguvauva II. (1923–2008), traditioneller Führer des Stammesgruppe der Ovambo und Herero
- Kazenambo Kazenambo (1963–2021), Politiker und Minister für Jugend, Nationaldienste, Sport und Kultur Namibias
- Gakologelwang Masheto (* 1984), Sprinter
- Yateya Kambepera (* 1993), Sprinter
- Galefele Moroko (* 1997), Sprinterin

## Klimatabelle
|                       | Jan  | Feb  | Mär  | Apr  | Mai  | Jun  | Jul  | Aug  | Sep  | Okt  | Nov  | Dez  |   |      |
| Mittl. Tagesmax. (°C) | 31,5 | 31,3 | 31,0 | 30,5 | 27,9 | 25,2 | 25,4 | 28,5 | 32,3 | 34,6 | 33,6 | 32,2 | ⌀ | 30,3 |
| Mittl. Tagesmin. (°C) | 19,4 | 18,9 | 17,5 | 14,6 | 9,5  | 6,2  | 6,2  | 9,2  | 14,0 | 18,5 | 19,3 | 19,3 | ⌀ | 14,4 |
|                       |      |      |      |      |      |      |      |      |      |      |      |      |   |      |
| Niederschlag (mm)     | 104  | 95   | 81   | 25   | 5    | 1    | 0    | 0    | 1    | 17   | 43   | 81   | Σ | 453  |
|                       |      |      |      |      |      |      |      |      |      |      |      |      |   |      |
| Sonnenstunden (h/d)   | 8,5  | 7,4  | 8,3  | 9,3  | 10,1 | 10,0 | 9,9  | 10,7 | 10,2 | 9,6  | 8,7  | 7,9  | ⌀ | 9,2  |
|                       |      |      |      |      |      |      |      |      |      |      |      |      |   |      |
| Regentage (d)         | 10   | 9    | 7    | 3    | 1    | 0    | 0    | 0    | 0    | 2    | 5    | 7    | Σ | 44   |
|                       |      |      |      |      |      |      |      |      |      |      |      |      |   |      |
| Luftfeuchtigkeit (%)  | 60   | 60   | 60   | 51   | 48   | 49   | 45   | 38   | 32   | 34   | 43   | 52   | ⌀ | 47,6 |

| 19,4 |

| 18,9 |

| 17,5 |

| 14,6 |

| 9,5 |

| 6,2 |

| 6,2 |

| 9,2 |

| 14,0 |

| 18,5 |

| 19,3 |

| 19,3 |

| 19,4 |

| 18,9 |

| 17,5 |

| 14,6 |

| 9,5 |

| 6,2 |

| 6,2 |

| 9,2 |

| 14,0 |

| 18,5 |

| 19,3 |

| 19,3 |